# خیرآباد (مشهد مرغاب)
خیرآباد (سرحد ایل چگینی شیری) روستایی در دهستان شهیدآباد بخش مشهد مرغاب شهرستان خرم‌بید استان فارس ایران است.

## جمعیت
بر پایه سرشماری عمومی نفوس و مسکن در سال ۱۳۹۵ جمعیت این روستا ۸۲۱ نفر (۲۰۳خانوار) بوده‌است.
دهیار محمد حسین خسری شیری